# Cyril Brudenell Bingham White
Sir Cyril Brudenell Bingham White KCB, KCMG, KCVO, DSO, avstralski general, * 23. september 1876, † 13. avgust 1940.
Med letoma 1920 in 1923 je bil načelnik Generalštaba Avstralske kopenske vojske.